# Bernhard Elfström
Johan Bernhard Elfström, född 1 augusti 1860 i Boteå församling, död 26 mars 1918 i Sundsvalls Gustav Adolfs församling, var en svensk borgmästare. Han var bror till förste stadsläkare Carl Otto Elfström.

## Biografi
Elfström, som var son till kyrkoherde Per Elfström, blev student vid Uppsala universitet 1878, avlade hovrättsexamen 1885, blev vice häradshövding 1887, stadsnotarie i Sundsvalls stad 1891, rådman där 1908 och var borgmästare där från 1913 fram till sin död 1918.